# Filipka (potok)
Filipka, Filipczański Potok – dopływ Cichej Wody, potok spływający doliną  Filipka w Tatrach. Powstaje z połączenia kilku cieków spływających ze stoków Ostrego Wierchu, Suchego Wierchu i Gęsiej Szyi.
Początkowo Filipczański Potok spływa głęboką i zalesioną doliną w kierunku północno-wschodnim. Jego koryto ma na tym odcinku szerokość 0,5–2 m, głębokość około 0,5 m. Stoki doliny mają nachylenie 20-45° i są w nich krótkie, lecz głębokie dolinki wciosowe, którymi tylko okresowo spływają zasilające go cieki. W dolinkach tych wypływają niewielkie źródła i wycieki, ich woda ginie jednak w skalnym rumoszu. Na wysokości 1090 m w korycie potoku występuje zbudowany z twardych wapieni rogowcowych próg skalny o wysokości około 15 m.
Poniżej Filipczańskiego Wierchu do Filipczańskiego Potoku uchodzi z prawej strony Złoty Potok z sąsiedniej Doliny Złotej. Od tego miejsca Filipczański Potok zmienia kierunek na północny. Po zachodniej stronie Zazadniej przecina drogę Oswalda Balzera i wpływa na Pogórze Bukowińskie. Od Zazadniej płynie w północno-wschodnim kierunku, przepływając przez miejscowość Małe Ciche. Przyjmuje jeszcze kilka dopływów. Z dopływów tatrzańskich są to: Potok zza Skałki, Łężny Potok i Przyporniak, zaś z pozatatrzańskich – Sołtysówka, Wojciechowski Potok, Dudowski Potok i Żegleński Potok. Poniżej górnego końca wielkiej polany Tarasówka, na wysokości 830 m, w miejscu o współrzędnych 49°18′40″N 20°03′59″E/49,311111 20,066389 łączy się z Suchą Wodą, dając początek Cichej Wodzie.
Aż do Małego Cichego potok płynie przez zalesione obszary Tatrzańskiego Parku Narodowego (granica parku została tutaj przesunięta na północ, poza Tatry, i park obejmuje również południową część Pogórza Bukowińskiego). W obrębie Tatr spadek potoku wynosi 13,35%. W odcinku środkowym (zaczynającym się około 250 m poniżej ujścia Złotego Potoku) na długości 2,3 km płynie ze spadkiem 4,5% w rozległej i płaskodennej części doliny Filipki zbudowanej tutaj z fliszu. Jego koryto ma szerokość 1–3 m i wyżłobione jest w materiale akumulacyjnym. W odcinku dolnym o długości 3,2 km płynie ze spadkiem 6,2%.